# Оскар Карл Август Бернадотт
Принц Карл Август Оскар Бернадотт (швед. Oscar Carl August Bernadotte), ( 15 листопада 1859 —  4 жовтня 1953) — шведський і норвезький принц із династії Бернадотів, другий син короля Оскара II та Софії Нассауської. Одружившись морганатично з Еббе Мунк, він втратив королівський титул і право на спадкування престолу, отримавши титул принца Бернадот і графа Вісборгського.

## Біографія
Оскар народився 15 листопада 1859 року у Стокгольмі. Він став другим сином наслідного принца Шведського та Норвезького Оскара, сина короля Оскара I та Жозефіни Лейхтенберзької, та Софії, принцеси Нассауської, дочки герцога Вільгельма I Нассауського та його другої дружини Павлини Вюртембергської. У нього був старший брат принц Густав, який став пізніше королем Швеції та Норвегії. У 1861 році з'явився молодший брат Оскара принц Карл, а в 1865 народилася наймолодша дитина — принц Євген. Був хрещений 18 грудня 1865 року архієпископом Хенріком Райтердалем. З народження мав титул "Його Королівська Високість принц Шведський і Норвезький, герцог Готландський".
Освіту молодий принц отримував спочатку вдома, потім був прийнятий до школи Beskow у Стокгольмі. 
У віці 13 років був прийнятий до військово-морського училища. Здійснив кілька закордонних поїздок у 1873-1875 роках. Закінчив навчання у 1879 році й вступив до Упсальського університету Стокгольма.
У 1883-1885 роках здійснив навколосвітню подорож. У цей період вперше зустрівся зі своєю майбутньою дружиною Еббою Мунк аф Фулькіла, коли перебував в Амстердамі у братової дружини спадкоємної принцеси Вікторії.
12 травня 1880 став почесним членом Шведської Королівської академії наук. Був дуже активним релігійним та громадським діячем Швеції, брав участь у русі святості, організовував конференції. 
Оскар був головою шведської молодіжної організації YMCA у 1892-1943 роках.
Вперше бажання одружитися зі шведською дворянкою Еббе Мунк принц Оскар висловив у 1885 році. Король і королева були незадоволені вибором сина. Вони дали принцу відстрочку на два роки, щоб ухвалити остаточне рішення. Еббу Мунк вилучила із двору і вона більше не була фрейліною. У 1887 році Оскар повідомив сім'ю, що все-таки має намір одружитися зі своєю обраницею. Королівська сім'я дала свою згоду на шлюб, але за умови, що брати Оскара підпишуть документ, який забороняє їм укладати подібні шлюбні союзи. Оскар відмовився від права наслідування престолу та свого титулу.
15 березня 1888 року він одружився зі шведською дворянкою Еббі Мунк аф Фулькіла (1858-1946), донькою шведського полковника Карла Якоба Мунка аф Фулькіла та баронесами Хенрікі Седестрем. Вона була фрейліною наслідної принцеси Вікторії. Вінчання відбулося у церкві Святого Стефана у місті Борнмут, Великобританія. На церемонії були присутні королева Софія, брати нареченого принци Карл і Євген, данська наслідна принцеса Луїза, а також мати й брат нареченої. Попри укладення нерівного шлюбу, принц Оскар залишався членом шведської королівської родини, отримавши від батька титул "принца Бернадота".
2 квітня 1892 року Оскар отримав від свого дядька Адольфа, Великого герцога Люксембурзького титул "графа Вісборгського". Назва титулу походить від зруйнованого замку Вісборг, що знаходиться на території Готланду. Принц став першим членом королівської родини, кому його було дано. Згодом його отримували всі принци, які уклали нерівний шлюб. 
22 жовтня 1892 року було оголошено, що всі нащадки Оскара та Еббі носитимуть прізвище Бернадот. Подружжя проживало в маєтку Мальмсхе, яке вони придбали в 1906 році.
У сім'ї народилося п'ятеро дітей, які мали прізвище батька та титул графів Вісборгських:
- Марія Бернадот (1889-1974) — не виходила заміж;
- Карл Бернадот (1890-1977) — був одружений двічі: вперше з Маріанною де Гір, баронесою аф Леуфста, мав від неї двох синів і двох дочок, другим шлюбом був одружений з Гертбуд Берхесон, один син;
- Софія Бернадот (1892-1936) — вийшла заміж за Карла Мартена Флітвуда, дітей не було;
- Ельза Бернадот (1893-1996) — дружина Уго Седергрена, дітей не було;
- Фольке Бернадот (1895-1948) — був одружений з Естель Менвілл, четверо синів.

Помер принц Оскар зранку 4 жовтня 1953 року у своєму будинку у Стокгольмі у віці 93 років. Відспівування принца пройшло 9 жовтня у церкві Енгельбректа. 
Похований на Норра бегравнінгсплатсен у сімейному склепі. Його донька Ельза дожила до 102 років, а син Фольке був хрещеним батьком короля Швеції Карла XVI Густава.